# Distrito electoral de Russell (condado de Frontier, Nebraska)
Russell (en inglés: Russell Precinct) es un distrito electoral ubicado en el condado de Frontier en el estado estadounidense de Nebraska. En el Censo de 2010 tenía una población de 39 habitantes y una densidad poblacional de 0,42 personas por km².

## Geografía
Russell se encuentra ubicado en las coordenadas 40°38′47″N 100°15′35″O / 40.64639, -100.25972. Según la Oficina del Censo de los Estados Unidos, Russell tiene una superficie total de 92.06 km², de la cual 91.94 km² corresponden a tierra firme y (0.13%) 0.12 km² es agua.

## Demografía
Según el censo de 2010, había 39 personas residiendo en Russell. La densidad de población era de 0,42 hab./km². De los 39 habitantes, Russell estaba compuesto por el 97.44% blancos, el 0% eran afroamericanos, el 0% eran amerindios, el 0% eran asiáticos, el 0% eran isleños del Pacífico, el 2.56% eran de otras razas y el 0% pertenecían a dos o más razas. Del total de la población el 2.56% eran hispanos o latinos de cualquier raza.